# Збоженна
Збоженна (пол. Zbożenna) — село в Польщі, у гміні Пшисуха Пшисуського повіту Мазовецького воєводства.
Населення — 483 особи (2011).
У 1975-1998 роках село належало до Радомського воєводства.

## Демографія
Демографічна структура станом на 31 березня 2011 року:
|          | Загалом | Допрацездатний вік | Працездатний вік | Постпрацездатний вік |
| -------- | ------- | ------------------ | ---------------- | -------------------- |
| Чоловіки | 246     | 53                 | 163              | 30                   |
| Жінки    | 237     | 41                 | 134              | 62                   |
| Разом    | 483     | 94                 | 297              | 92                   |